# PR-LP 3
El sendero PR-LP 3 es un sendero de Pequeño Recorrido en La Palma (Canarias, España) que une el Pico de la Nieve con Santa Cruz de La Palma.
La longitud total del recorrido es de 13470 metros. Hay 2300 metros de desnivel.